# Partenskyella glossopodia
Partenskyella glossopodia je jednobuněčný fotosyntetizující eukaryotní organismus ze třídy Chlorarachniophyceae (Kmen Cercozoa), který je součástí mořského pikoplanktonu.

## Historie objevu
Organismus byl poprvé izolován z mořské vody v pelagické oblasti Středozemního moře (souřadnice: 15°37′E, 37°24′N) v hloubce přibližně 5 metrů dne 26. září 1999 během plavby PROSOPE. Byl uložen ve sbírce Roscoff Culture Collection pod identifikátorem RCC365 a až v roce 2009 byl fylogeneticky zařazen. Během práce na fylogenetických datech bylo zjištěno, že tento organismus je novým rodem třídy Chloarachniophyta.

## Morfologie
Vegetativní buňky jsou kulovité, nepohyblivé (2–8 μm) a nejsou kryté buněčnou stěnou.
Jádro je eliptické nebo fazolovité. Chloroplasty P. glossopodia jsou fazolovitého tvaru a na rozdíl od ostatních zástupců třídy v Chlorarachniophyta neobsahují pyrenoid, jsou ohraničeny 4 membránami, mezi nimiž se nachází jeden nukleomorf, a to v konkávní oblasti chloroplastu. Tyto plastidy byly získány sekundární endosymbiózou zelené řasy a velikost jejich velmi konzervovaného genomu je 72 620 bp.
Samotný nukleomorf bývá sférický a obklopený 2 membránami. Rozsáhlý genom nukleomorfu (1033 kbp) je rozdělen do 3 lineárních chromozomů o velikosti přibližně 445 kbp, 313 kbp a 275 kbp.
V matrix chloroplastu se vyskytují grana 2–3 thylakoidů. Poblíž chloroplastů se často vyskytuje Golgiho aparát. V cytoplazmě byly pozorovány mitochondrie v nízkém počtu (2–3), kristy těchto mitochondrií jsou tubulární. V buňce byly dále pozorovány vezikuly se zásobními látkami a organely podobné extrusomům. 

## Stadia životního cyklu
U buněk Partenskyella glossopodia byla zaznamenána 4 stádia životního cyklu: neobalené kokoidní buňky, bičíkaté buňky, améboidní buňky a tlustostěnné buňky (označované jako cystické buňky).
Kokoidní buňky jsou kulovité nebo mírně elipsovité s průměrem 2–4 μm a na základě četnosti jejich výskytu se označují jako vegetativní buňky. Kokoidní buňky se mohou měnit na améboidní buňky. Příležitostně tyto buňky vytvářejí na jednom místě jazykovité výběžky cytoplazmy o maximální délce 5 μm, označované jako lobopodia, což dává buňkám hruškovitý či lahvovitý tvar. Během bičíkatého životního stadia mají buňky tvar kulovitý až válcovitý, přičemž bičík je zpravidla lokalizován ve středové oblasti buňky. Ve starších kulturách (1–3 měsíce) se vyskytují cystické buňky, které mají silnější buněčnou stěnu a větší rozměr (přibližně 5 μm).

### Rozmnožování
Vegetativní kokoidní buňky se množí dělením s rychlou cytokinezí (2–4 minuty), za vzniku dvou identických dceřiných buněk. Vegetativní buňka se může také přeměnit na cystickou buňku, rozdělit na dvě dceřiné buňky, anebo se transformovat na buňku améboidní, která se také může dále dělit. Sexuální rozmnožování nebylo pozorováno.